# Rabil
Rabil est un village du Cap-Vert, ancienne capitale de l'île de Boa Vista.

## Histoire
La plus ancienne église de l'île y a été construite en 1801. Rabil fut la localité la plus importante de Boa Vista jusqu'au XIXe siècle avant d'être supplantée par Sal Rei.
S'il y demeure un atelier de poterie, Rabil abritait une fabrique de tuiles qui étaient exportées au Brésil et au Portugal. La fabrique a été restaurée mais ne produit plus que des petits objets de décoration.